# BEAT (バンド)
BEAT（ビート）は、2024年に結成されたアメリカ合衆国のバンド（スーパーグループ）、およびそのツアープロジェクトの名称。

## 概要
エイドリアン・ブリューが発起人となり、1980年代にキング・クリムゾンが発表した3枚のアルバム、『ディシプリン』、『ビート』、『スリー・オブ・ア・パーフェクト・ペアー』の収録曲を演奏するために結成されたバンド。
当初、ブリューは1980年代当時のキング・クリムゾン（いわゆるディシプリン期）のメンバーによるツアーを構想していたが、後述の来歴にもあるように4人編成のうち2人が不参加のためそれを断念、ギターにスティーヴ・ヴァイ、ドラムスにダニー・ケアリーを招聘し、スーパーグループ「BEAT」としてツアープロジェクトを進行している。
ツアーに不参加であるが、ロバート・フリップはこのバンド、ツアープロジェクトの支持を表明しており、バンド名、ツアープロジェクトの命名はフリップによる。また、自身のギター・パートに挑むヴァイに対し「私のギター・パートを弾けるのは君だけだ」と称賛の言葉を送っている。
ヴァイはツアーへの参加にあたり、フリップのギタースタイルとキング・クリムゾンの音楽全般を研究して臨み、1980年代の楽譜とタブ譜を収録した公式本『The Discipline Era Transcriptions』が特に役に立ったと明かしている。また、フリップ本人ともメールや実際に会うなどして演奏曲の変則スケールやコードなどで意見を交わし、コミュニケーションを図っている。

## メンバー
★：1980年代のキング・クリムゾンのメンバー。
- エイドリアン・ブリュー（Adrian Belew）★ - ボーカル / ギター
- トニー・レヴィン（Tony Levin）★ - ベース、チャップマン・スティック
- スティーヴ・ヴァイ（Steve Vai）- ギター
- ダニー・ケアリー（Danny Carey）- ドラムス

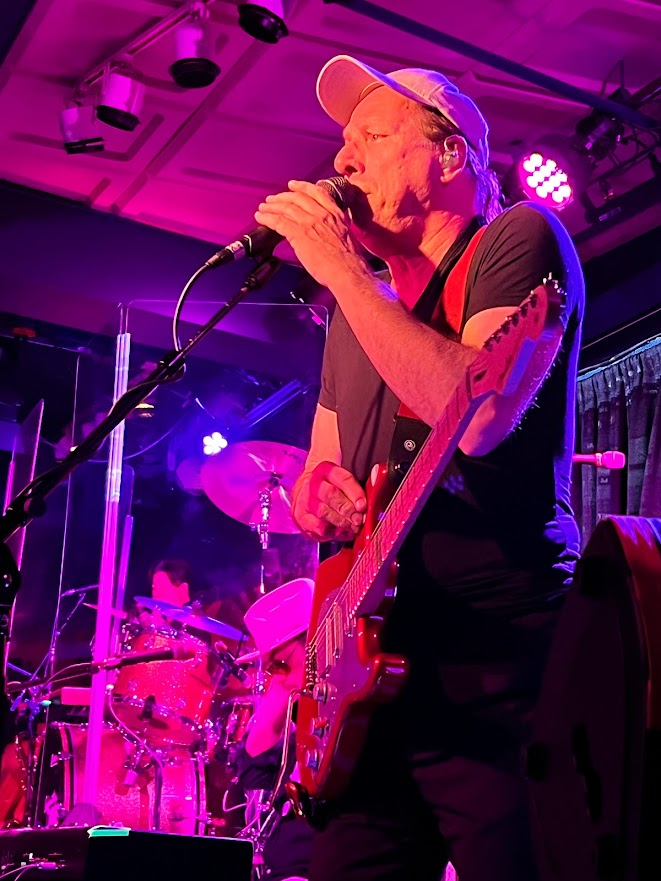
エイドリアン・ブリュー (Vo/G) 2022年
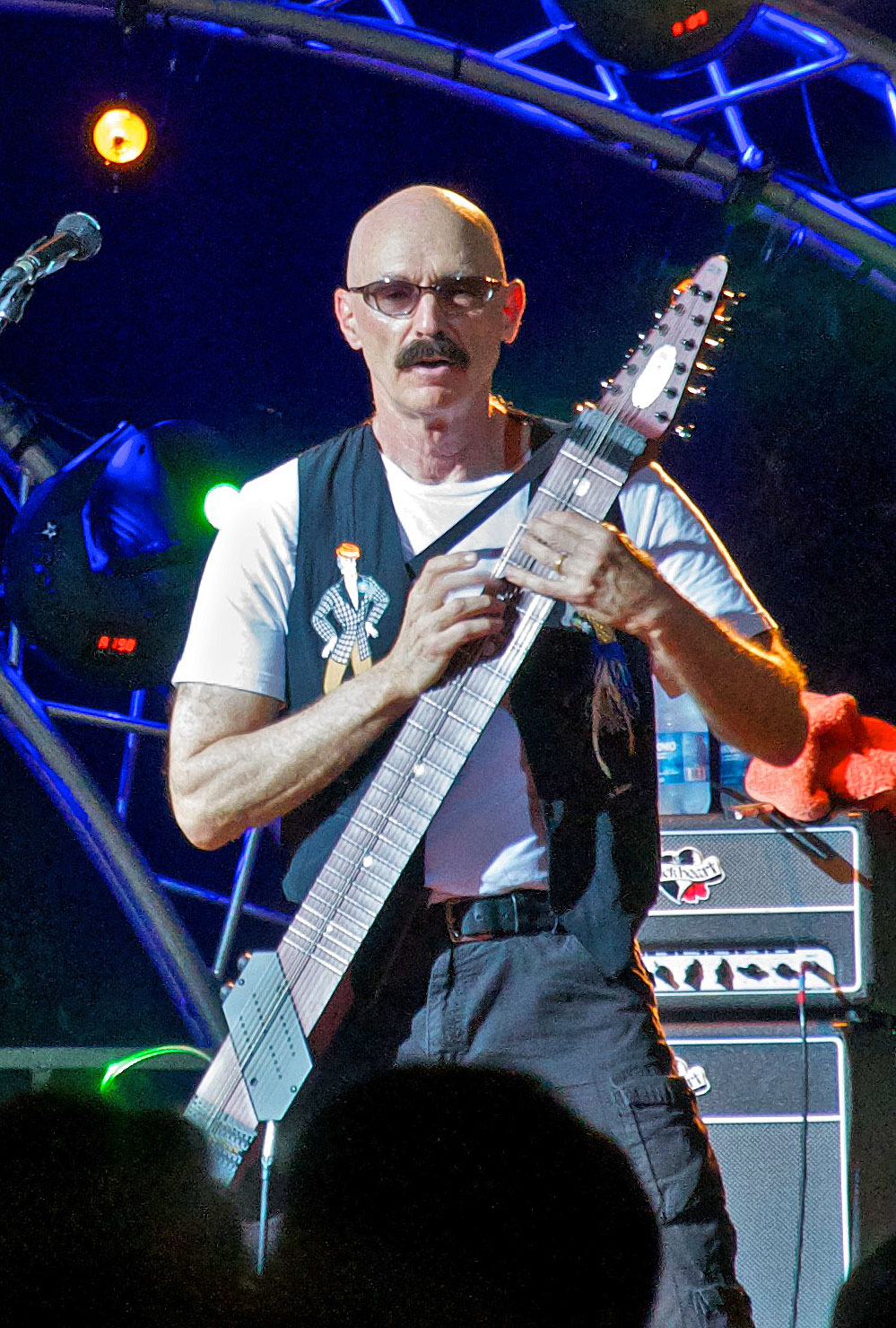
トニー・レヴィン (B) 2010年
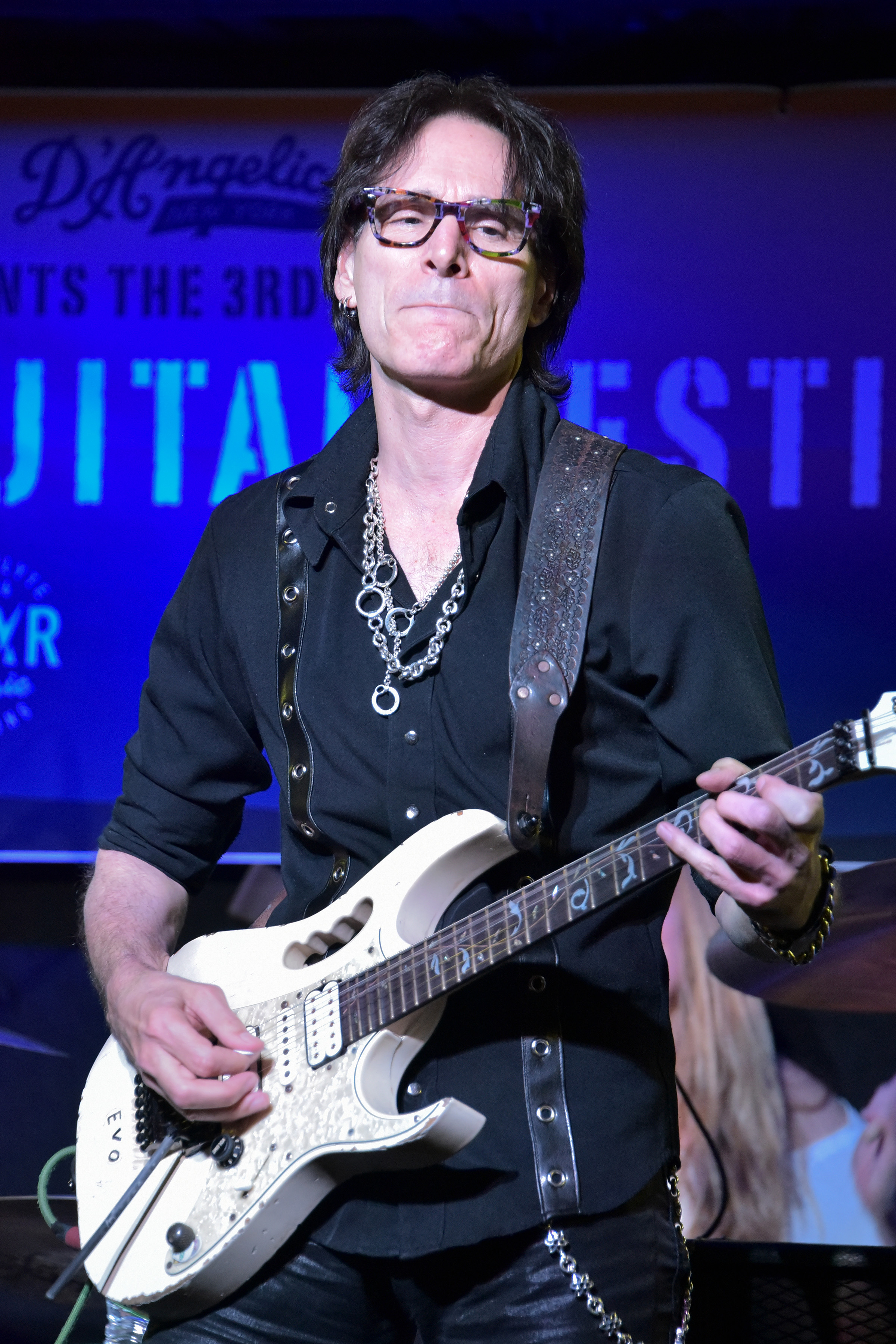
スティーヴ・ヴァイ (G) 2017年
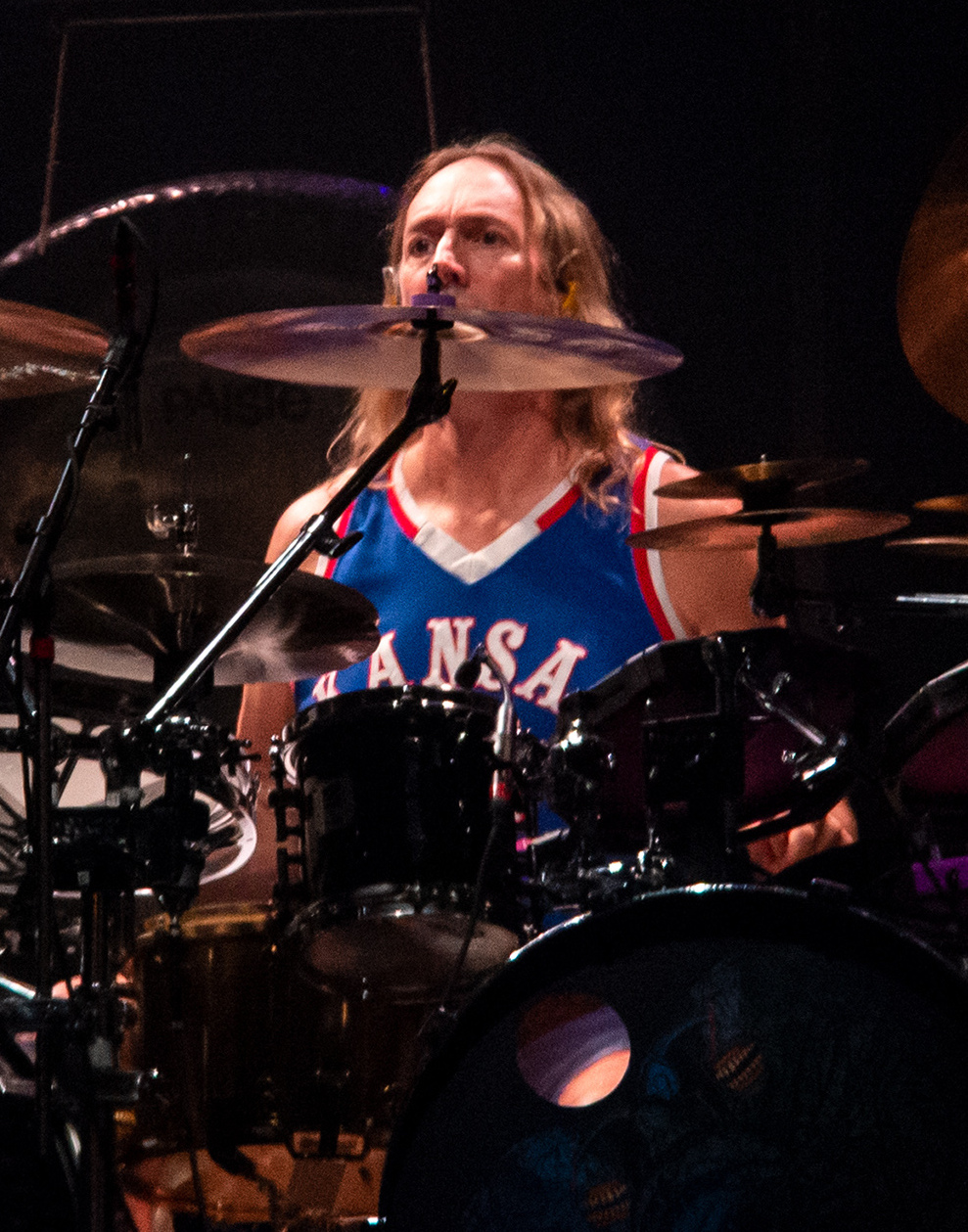
ダニー・ケアリー (Ds) 2019年

## 来歴
2019年
エイドリアン・ブリューがキング・クリムゾンのアルバム『ディシプリン』、『ビート』、『スリー・オブ・ア・パーフェクト・ペアー』の40周年を祝うツアーを2021年に開催するプロジェクトを構想。ブリューはクリムゾンを主宰するロバート・フリップへプロジェクトを説明し、参加は断られたもののサポートを取り付ける。
一方、1980年代のクリムゾンのドラマーであるビル・ブルーフォードへプロジェクトの参加を打診するが了承を得られなかった。
ブリューはこの当時デヴィッド・ボウイのトリビュート・コンサート・プロジェクトに参加しており、一緒に仕事をしていたプロデューサーのスクロート（別名アンジェロ・ブンディーニ）にツアープロジェクトのプロデュースを依頼する。
ロバート・フリップのギターパートを再現できるギタリストとして、ブリューはスティーヴ・ヴァイに電話でプロジェクトへの参加を呼びかけ快諾を得るが、新型コロナウイルスの影響で、2年半、プロジェクトは休止を余儀なくされる。
2021年
スクロートがヴァイに再び連絡を取り、プロジェクトへの参加の意思は確認できたが、1年半は予定が埋まっていたため、小休止となる。
2023年
秋ごろにヴァイに連絡を取りプロジェクトへの参加に目途が立ったことから、ブリューはフリップにプロジェクトの進捗を報告。その際フリップからバンド名、ツアープロジェクトの名称を「BEAT」と呼ぶことを提案される。
同時期にピーター・ガブリエルのツアーに参加していた1980年代のクリムゾンのベーシストであったトニー・レヴィンにプロジェクトへの参加を打診し、ガブリエルとのツアー終了後にスケジュールが空いていることを確認、参加の快諾を得る。
2024年
当初からドラマーのダニー・ケアリーのプロジェクトへの招聘を想定していたが、彼が所属するバンド・トゥールがツアー中で実現は難しいと思われていた。しかし、1月下旬にブリューがナッシュビルでのトゥールのコンサートを訪れた際、ケアリーにツアープロジェクトの構想を伝え参加を依頼。3日後、家族やトゥールとの調整がついたと連絡があり、正式に参加が決定。
3月3日、カリフォルニア州サンタモニカの楽器店にてヴァイとフリップが面談。ヴァイはフリップから「私のギター・パートを弾けるのは君だけだ」と称賛される。
4月1日、ツアープロジェクト「BEAT」を正式発表。同時に同年9月12日にカリフォルニア州サンノゼでツアーをスタートし、11月8日にネバダ州ラスベガスで終了する全42公演をアナウンス。後日、23公演の追加公演を発表。
9月12日、カリフォルニア州サンノゼで全米ツアー開幕。11月8日ネバダ州ラスベガス公演をもってツアー第1弾を終了。
11月9日、カリフォルニア州サンディエゴで全米ツアー第2弾スタート。12月18日カリフォルニア州ハイランド公演にてツアー第2弾を終了。
2025年
4月24日、メキシコのモンテレイで南米ツアー開幕。5月12日ペルーのリマ公演をもってツアー終了。メキシコ（2公演）、コロンビア、アルゼンチン（2公演）、 チリ、ブラジル、ペルー、6か国全8公演。
9月1日、一夜限りの来日公演を日本武道館で開催予定。